# Paula (Amiga)

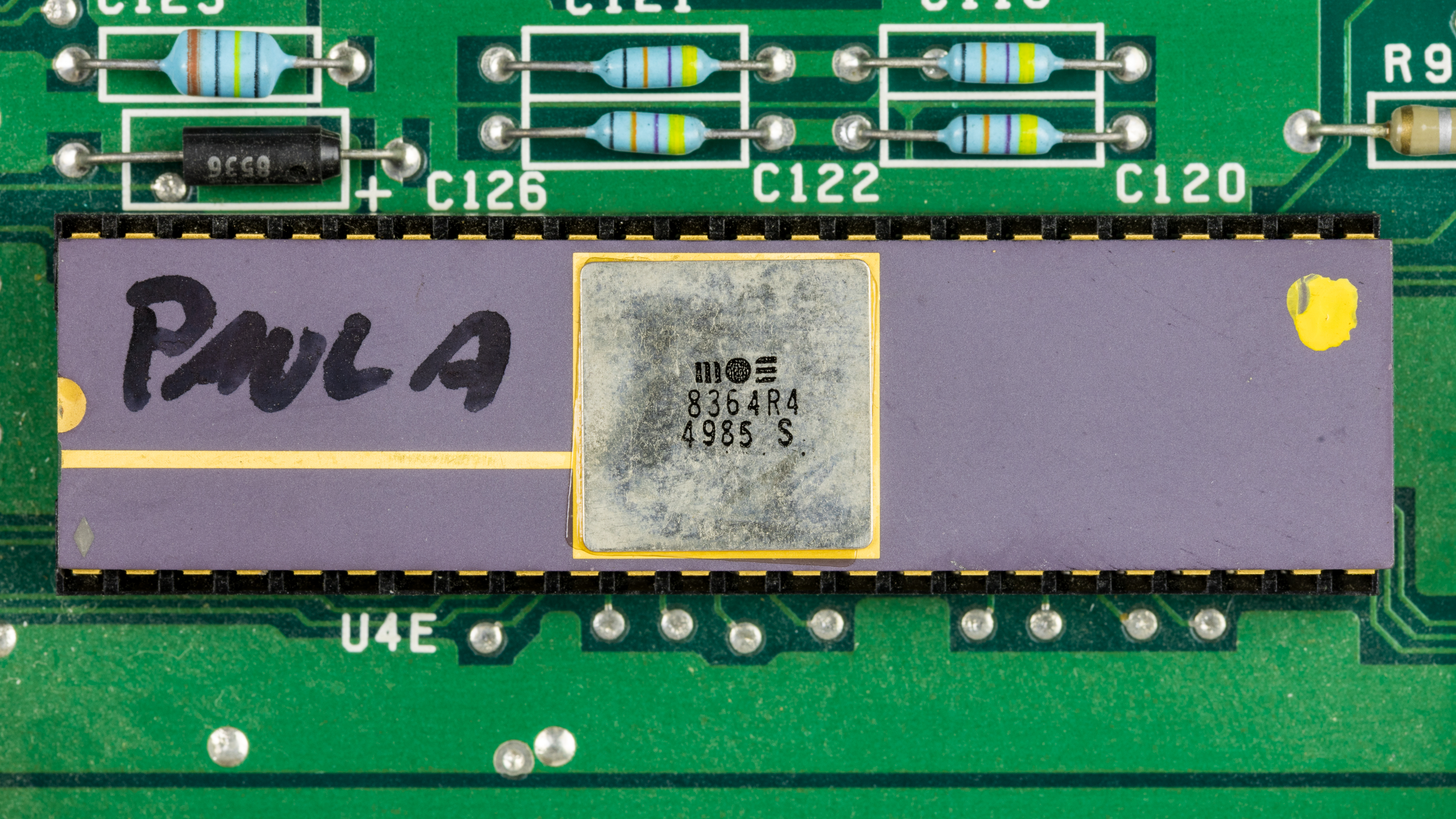
MOS 8364R4 - Paula

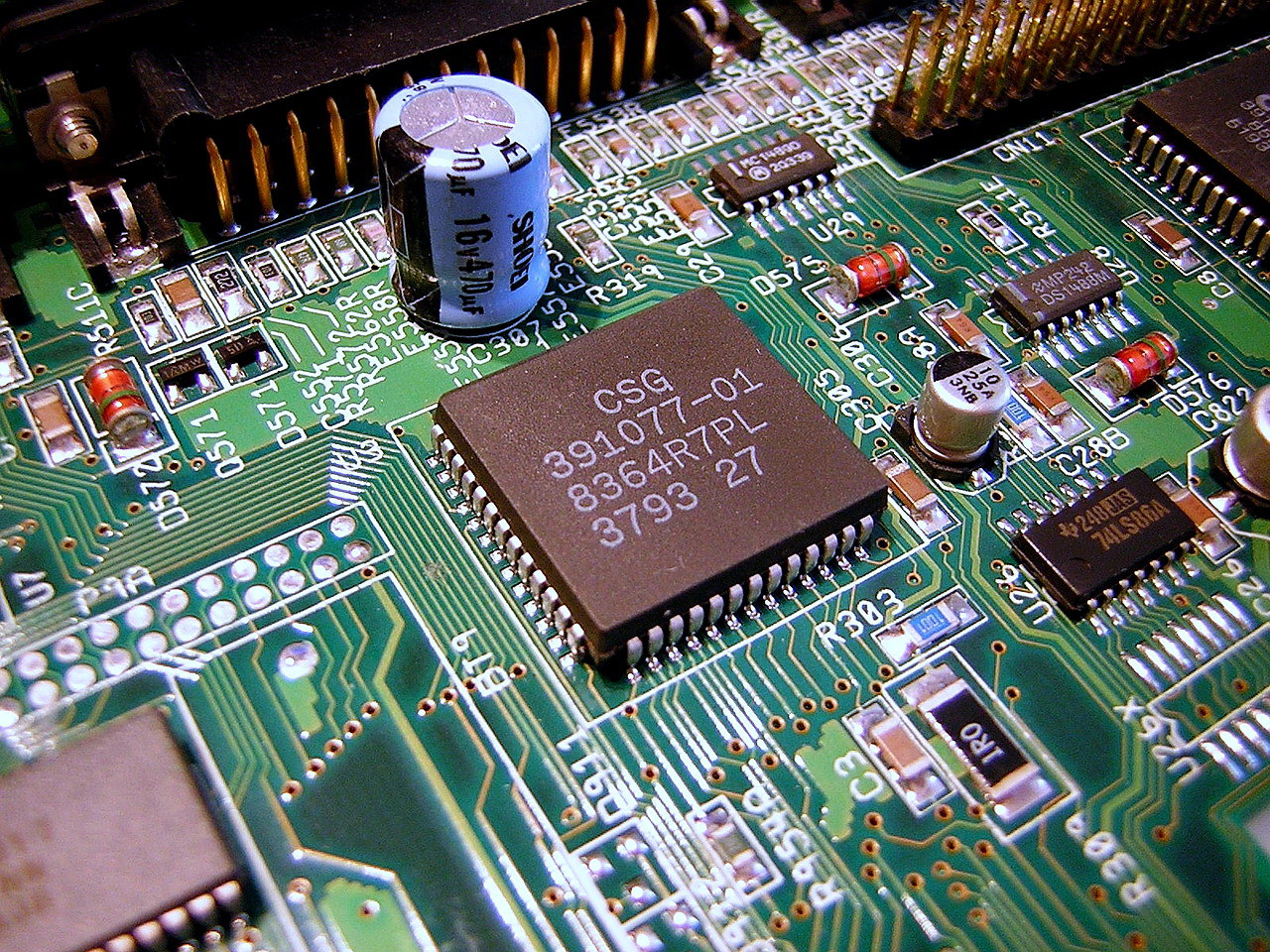
Amiga Custom-Chip Paula 8364 (im Amiga 1200)

Paula ist einer der Custom-Chips der Amigas und für die Ansteuerung der Diskettenlaufwerke, der seriellen Schnittstelle und für die Tonausgabe zuständig.
Für den AGA-Chipsatz wurden von Commodore alle Custom-Chips überarbeitet und verbessert. Nur Paula wurde unverändert von den älteren Modellen übernommen.

## Tonausgabe
Der Audioteil von Paula kann gleichzeitig auf vier Stimmen (Stereo, zwei links, zwei rechts) 8-Bit-Samples ausgeben. Die Samplingrate ist immer ein ganzzahliger Teil des Systemtakts und kann (beim Betrieb mit Direct Memory Access (DMA)) je nach Chipset bis zu 28 kHz (Original Chip Set (OCS)) bzw. 56 kHz (Enhanced Chip Set (ECS) im VGA-Modus) betragen. Außerhalb des Chips wurde ein festverdrahtetes Rekonstruktionsfilter eingebaut. Je nach Amiga-Modell hat dieses eine Grenzfrequenz im einstelligen Kilohertz-Bereich und ist teilweise (zusammen mit der Betriebsanzeige-LED – beide Funktionen teilen sich eine Steuerleitung) softwaregesteuert überbrück- bzw. umschaltbar.
Die Begrenzung der Samplerate liegt am Agnus des OCS, dessen DMA-Timing keine höhere Datenrate vorsieht. Wird von der Software eine höhere Samplingrate eingestellt, führt das lediglich dazu, dass dasselbe Sample mehrfach ausgegeben wird. Da das Ausgangsregister nicht nur per DMA, sondern alternativ auch vom Prozessor (CPU) mit Audiodaten versorgt werden kann, lassen sich höhere Samplingraten nur durch CPU-Steuerung erreichen – bei entsprechend hoher CPU-Auslastung. Mit dem ECS ist auch per DMA eine höhere Samplingrate als 28 kHz möglich. Durch Kopplung der DMA-Steuerung mit dem Video-Timing ist dies allerdings nur bei einer höheren Zeilenfrequenz möglich; im VGA-Modus bis zu 56 kHz. Ist das ECS auf einen herkömmlichen Fernseh-Videomodus mit 15,625-kHz-Zeilenfrequenz eingestellt, kann es, ebenso wie das OCS, auch nur Daten für eine Samplingrate von 28 kHz bereitstellen.
Obwohl die einzelnen Kanäle nur eine Auflösung von 8 Bit bieten, ist es durch geschickte Kombination zweier Kanäle durchaus möglich, die Auflösung quasi auf 14 Bit zu erhöhen. Bedingt durch Hardwaretoleranzen im D/A-Wandler ist die Qualität aber der einer echten 14-Bit-Auflösung unterlegen. Durch entsprechende Berechnungen der CPU ist es außerdem möglich, die Kanalzahl softwareseitig zu erhöhen. Bekannt dafür waren die Tracker Octalyzer und OctaMED, die jeweils acht Kanäle bieten.
Da viele der konkurrierenden Computer-Plattformen zu dieser Zeit nur sehr rudimentäre Tonausgabe über Systemlautsprecher oder Erweiterungskarten zur Verfügung stellten, bestand mit dem Amiga und seinem Paula-Chip eine einfache Möglichkeit, Sample-basierte Musik zu komponieren. Einhergehend mit dem MOD-Dateiformat erklärt sich hierdurch der Bekanntheitsgrad dieses ICs.

## Schnittstelle zum Diskettenlaufwerk
Paula ist weiterhin für das Lesen und Schreiben von DD-Disketten zuständig. Die für gewöhnliche HD-Diskettenlaufwerke benötigten Datenraten von ca. 500 Kilobit pro Sekunde kann der Chip nicht aufbringen. Daher enthalten Amiga-Modelle mit HD-Laufwerk ein spezielles Laufwerk, das die Magnetscheibe von HD-Disketten nur mit halber Geschwindigkeit dreht, wodurch das Schreiben und Lesen aber auch nur so schnell wie bei DD-Disketten ist – also doppelt so viel Zeit wie in gewöhnlichen (PC-)HD-Laufwerken in Anspruch nimmt.

## Versionen
- 8364R4 (DIP, A1000)[1]
- 8364R7 252127-02 (DIP, A500+, A2000, A3000, AA3000, CDTV)
- 8364R7 391077-01 (PLCC, A600, A1200, A4000, CD³²)